# 3971 Voronikhin
3971 Voronikhin è un asteroide della fascia principale del diametro medio di circa 29,32 km. Scoperto nel 1979, presenta un'orbita caratterizzata da un semiasse maggiore pari a 2,8512313 UA e da un'eccentricità di 0,1806036, inclinata di 13,00283° rispetto all'eclittica.